# مارسلان فلاندرين
مَرسُلان فلَندران (بالفرنسية: Marcelin Flandrin؛ 1889–1957) كان مصورا عسكريا فرنسيا.
ذهب إلى المغرب عام 1901 حيث أكمل خدمته العسكرية كمتطوع في 1912. عمل في خدمة الجيوش التصويرية وهو مصور مهني، وحقق سلسلة من التقارير خلال حرب الريف. خدم في السلاح الجوي الفرنسي خلال الحرب العالمية الأولى، وتمم خدمته وهو مراقب جوي يقدم لقطات جوية للمعارك.
استقر في الدار البيضاء وهو يصور المدينة المتحولة من 1921 إلى 1930، ونشر كتابا تحت عنوان الدار البيضاء من 1889 إلى أيامنا وذلك 1929. نشر صورا جوية من رحلة من الدار البيضاء إلى فرنسا في لالوستخاسيو. زيّن فلاندرين القسم المغربي في معرض مرسيليا الاستعماري. سجل رحلة السلطان المغربي يوسف بن الحسن إلى فرنسا بالتصوير عام 1926.
يعتبر مارسلان فلاندرين من أهم من نشر البطاقات البريدية في المغرب، وكان أول من فعل التصوير الجوي في المغرب.

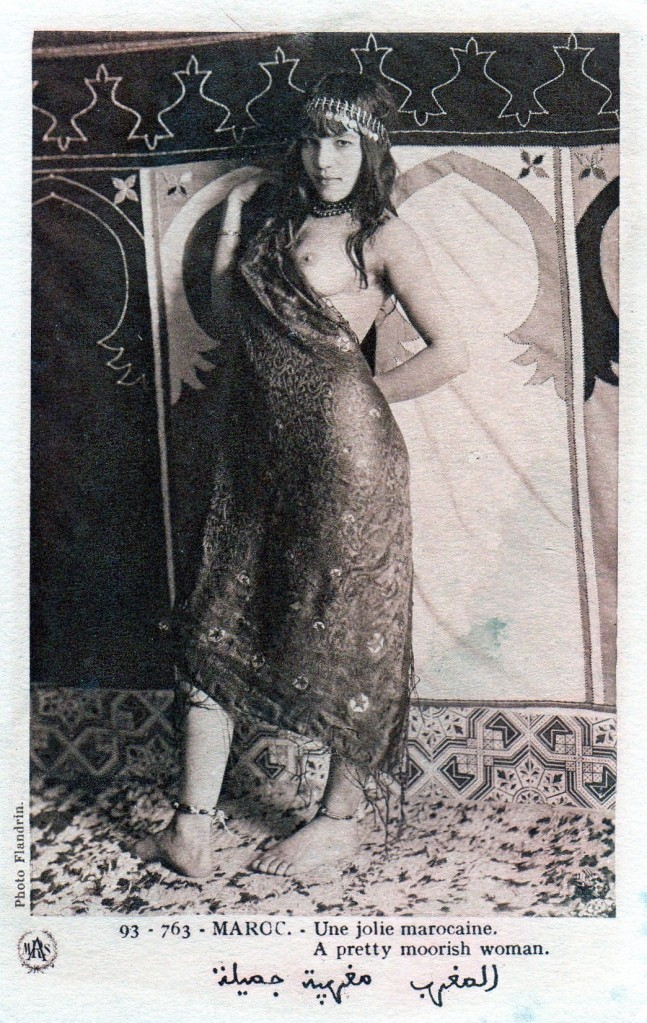
واحدة من البطاقات البريدية الاستشراقية التي صنعها مارسلان فلاندرين. صور فلاندرين النساء العريات في بوسبير، أي الحي الماخور الاستعماري في الدار البيضاء، وكان له دور كبير في نشر الصورة النمطية للعاهرة العربية من شمال إفريقيا.

صنع مارسلان فلاندرين كذلك الكثير من البطاقات البريدية الاستعمارية الإباحية للنساء المغربيات في بوسبير، أي الحي المخصص، وهو الحي الماخور الاستعماري في الدار البيضاء. كان له دور كبير في نشر الصورة النمطية للعاهرة العربية من شمال إفريقيا: شابة وسمراء وعجيبة المظهر (للعيون الأوروبية) وهي عارية الصدر تلبس الثوب أو القفطان. لم تكن معظم الصور تلتقط عفويا إنما نظمها فلاندرين بعناية.

## منشورات
- Marcelin Flandrin, Joseph Georges Arsène Goulven, Casablanca rétro, Éditions Serar, 1988
- Marcelin Flandrin, Casablanca, de 1889 à nos jours, Éditions Serar, 1999.